# Invicte
Invicte (títol original: Undisputed) és una pel·lícula germano-estatunidenca de Walter Hill estrenada l'any 2002. Ha estat doblada al català

## Argument
George Chambers, anomenat « Iceman », campió de boxa de la categoria pesos pesats, és acusat d'una violació que nega haver comès. No accepta el fet de no poder preservar el seu estatus de campió invicte, en el precís moment que la seva carrera de boxador professional és al seu cim.
En el centre penitenciari on és transferit, Monroe Hutchen, boxador de la categoria pesos mitjans, purga una pena de presó per a un crim passional. Es demana si seria capaç de fer carrera en aquesta disciplina esportiva i de trobar Iceman en un combat...

## Repartiment
- Wesley Snipes: Monroe Hutchen
- Ving Rhames: George « Iceman » Chambers
- Peter Falk: Mendy Ripstein
- Michael Rooker: A.J. Mercker
- Wes Studi: Mingo Pace
- Fisher Stevens: Ratbag Dolan
- Master P: Cat Boyz Rapper 1
- Ed Lover: Marvin Bonds
- Jon Seda: Jesus « Chuy »
- Dayton Callie: Yank Lewis
- Johnny Williams: Al
- Nils Allen Stewart: Vern Van Zandt
- Denis Arndt: Warden Dick Lipscom

## Producció

### Gènesi i desenvolupament
El director Walter Hill confessa que la intriga del film està inspirat en la vida i les decepcions del boxador Mike Tyson. Però com que un film biogràfic sobre ell estava ja previst, Walter Hill i David Giler han preferit allunyar-se de la seva vida i inventar una història fictícia.
Emanuel Steward, antic boxador i entrenador, ha servit de conseller tècnic per als combats.

### Rodatge
El rodatge ha tingut lloc a Las Vegas, sobretot a l'autèntic centre penitenciari High Desert State Prison. Els membres de l'equip de rodatge i els actors havien estat prèviament sotmesos a una investigació de l'FBI. A més, autèntics detinguts de la presó van ser vestits de blau, mentre que l'equip del film disposava de roba d'altres colors, per evitar tota confusió.

## Banda original
L'album de la banda original és editat per l'etiqueta Cash Money Records. Conté cançons de rap, sobretot del grup Cash Money Millionaires.
1. "Undisputed" - 3:48 (Cash Money Millionaires) (produït per Mannie Fresh
2. "We Drop It" - 3:59 (Big Tymers, Llac & Stone) (produït per Mannie Fresh)
3. "Let Me Ride" - 3:50 (Trick Daddy & Rick Ross) (produït per Cool and Dre
4. "Real Talk" - 3:46 (Lil Wayne) (produït per Mannie Fresh)
5. "How Did I" - 4:23 (Carl Thomas) (produït per Carl Thomas i Vato)
6. "Hungry" - 4:05 (Bubba Sparxxx) (produït per Duddy Ken)
7. "Everyday" - 3:43 (Mikkey) (produït per Mannie Fresh
8. "Shorty Down" - 3:35 (Teena Marie) (produït per Teena Marie & Pamela Williams)
9. "So Gangsta" - 4:05 (Gillie Da Kid & Major Figgas) (produït per Mannie Fresh)
10. "Ride Together" - 3:27 (Boo & Gotti feat. Baby) (produït per Mannie Fresh)
11. "I Walk It" - 3:56 (Baby, Stone, Gillie Da Kid & Lac) ( produït per Mannie Fresh)
12. "Think About You (Looking Through the Window)" - 4:18 (TQ) (produït per TQ)
13. "If You Don't Know by Now" - 2:51 (Erick Sermon) (produït per Erick Sermon)
14. "Que la Cosa" - 3:33 (Petey Pablo) (produït per Punch)
15. "Go Hard" - 3:59 (Benzino) (produït per Hangmen 3
16. "Daddy's Little Girl" - 4:11 (Christina) (produït per Mannie Fresh)
17. "Bout My Paper" - 3:58 (Baby, Kandi, Duke & Big Gee) (produït per Jazze Pha
18. "Time Has Come Today" - 3:24 (T-Players) (produït per Stanley Clarke
19. "In Here" - 3:36 (B.E.C.) (produït per Stanley Clarke)
20. "If U Wanna Know" - 3:36 (B.E.C. & Universal) (produït per Stanley Clarke)
21. "Man Up" - 3:31 (Result) (produït per Stanley Clarke)

## Continuacions
El film va conèixer tres continuacions, estrenades directament en vídeo. Undisputed II: Last Man Standing surt l'any 2006. Michael Jai White hi torna amb el paper de George Chambers. Aquest film introdueix el personatge de Yuri Boyka encarnat per Scott Adkins, que tornarà a Undisputed III: Redemption (2010) i Boyka: Undisputed IV (2016).